# LDN 1355
LDN 1355 è una nebulosa oscura situata nella costellazione Cassiopea che, insieme a LDN 1357 e 1358, formano una mano aiutante, che tiene vdB 9.